# Verwaltungsgemeinschaft Gunzenhausen
In der Verwaltungsgemeinschaft Gunzenhausen im mittelfränkischen Landkreis Weißenburg-Gunzenhausen haben sich folgende Gemeinden zur Erledigung ihrer Verwaltungsgeschäfte zusammengeschlossen:
1. Absberg, Markt, 1408 Einwohner, 18,98 km²
2. Haundorf, 2757 Einwohner, 51,34 km²
3. Pfofeld, 1506 Einwohner, 23,88 km²
4. Theilenhofen, 1146 Einwohner, 20,33 km²

Einwohnerstand: 31. Dezember 2023.
Sitz der Verwaltungsgemeinschaft ist das nicht selbst zur Verwaltungsgemeinschaft gehörende Gunzenhausen. Die Verwaltungsgemeinschaft liegt im Süden Mittelfrankens und im Nordwesten des Landkreises Weißenburg-Gunzenhausen und umfasst mehrere Gemeinden im Fränkischen Seenland sowie im Süden des Spalter Hügellandes.
Die Verwaltungsgemeinschaft ist sowohl die bevölkerungsreichste als auch flächengrößte Verwaltungsgemeinschaft des Landkreises Weißenburg-Gunzenhausen. In der Verwaltungsgemeinschaft lebten 2023 rund 6800 Personen, dies entspricht etwa sieben Prozent der Bevölkerung des Landkreises Weißenburg-Gunzenhausen. Die Verwaltungsgemeinschaft umfasst eine Fläche von 114,53 Quadratkilometern, dies entspricht etwa zwölf Prozent der Landkreisfläche.
Ursprünglich gehörte der Verwaltungsgemeinschaft als fünftes Mitglied die Gemeinde Muhr am See an, die mit Wirkung ab 1. Januar 1998 entlassen wurde und seitdem keiner Verwaltungsgemeinschaft mehr angehört.